# Пинака (РСЗО)
Пинака — индийская реактивная система залпового огня.

## История
Разработка индийской РСЗО «Пинака» была начата в 1981 году. Принята на вооружение ВС Индии в 1999 году. Стоимость разработки составляет 264 млн рупий.
Индийская всепогодная 214-мм реактивная система залпового огня Пинака предназначена для поражения живой силы, легкобронированной и бронированной техники, пусковых ракетных установок, разрушения командных пунктов, узлов связи и объектов военно-промышленной инфраструктуры, дистанционной установки противотанковых и противопехотных минных полей.

## Описание
Для стрельбы применяются реактивные снаряды калибра 214-мм, которые могут комплектоваться следующими типами головных частей (ГЧ):
- фугасной;
- осколочно-фугасной с готовыми поражающими элементами (вес ГЧ=100 кг);
- зажигательной;
- кассетной, снаряжаемой противотанковыми минами;
- кассетной, снаряжаемой кумулятивно-осколочными боевыми элементами; бронепробиваемость 100—150 мм
- пристрелочной.

## Тактико-технические характеристики
- Дальность: 40 км
- Длина: 4950 мм
- Калибр: 214 мм
- Масса: 276 кг
- Масса ГЧ: 100 кг[2]

ТТХ нового реактивного снаряда, который планируется принять на вооружение в 2012 году:
- Дальность: 120 км
- Скорость: 4,7 Маха
- Длина: 7200 мм
- Калибр: 214 мм
- Масса ГЧ: 250 кг

## Цена
29 марта 2006 года индийская армия заключила контракт общей стоимостью 200 млн рупий ($45 млн) на покупку 40 РСЗО Пинака.

## На вооружении
- Индия: 80[1], по другим данным 140 (все функциональны) по состоянию на 2016 год[3]
- Армения: Неизвестное количество по состоянию на 2022 год. Ожидается поставка от 24 до 40 систем в течение 2 лет[4].